# BA-11 (autovía)
La carretera BA-11 fue un tramo del trayecto de la  N-432  a su paso por Badajoz. Su denominación oficial fue  BA-11 , Acceso Sur a Badajoz. Actualmente ya no se denomina así sino que ha vuelto a su antigua denominación  N-432 
Su inicio está situado en la dicha carretera al sur de Badajoz en la  Avenida de Juan Sebastián Elcano  con los cruces de la  Calle Santo Cristo de la Paz  y el Acceso Este a Badajoz,  BA-20 , continuando por la  Avenida de Luis de Góngora , finalizando en la carretera  N-432  hacia Granada. Esta vía cuenta con, al menos, dos carriles por sentido en todo el trazado. El primer tramo de unos 1,6 kilómetros fue desdoblado en el año 1995 y ahora se encuentra en ejecución la prolongación de la duplicación de la  N-432  hasta el p.k.m. 4,5 para enlazar con la futura Ronda Sur de Badajoz,  EX-C1 . y la futura autovía Badajoz-Granada  A-81 . 
La parte desdoblada de la BA-11 consiste de que tiene una vital importancia del tráfico de la ciudad de Badajoz para enlazar como final de la carretera  N-432  desde Granada pasado por Córdoba y Zafra, incluyendo el proyecto de la futura autovía  A-81 .

## Tramos
| Denominación | Tramo                                                            | km  | Año servicio / Estado (2025)                        |
| ------------ | ---------------------------------------------------------------- | --- | --------------------------------------------------- |
| BA-11        | BA-20 Avenida de Juan Sebastián Elcano - Urbanización Las Lomas  | 1,6 | 1995                                                |
|              | Urbanización Las Lomas - N-432 Urbanización Las Rozas EX-C1 A-81 | 3   | En obras (apertura prevista finales de 2026 o 2027) |